# أخوان شلمبرجير
أخوان شلمبرجير، وهما كونراد شلمبرجير (من 2 أكتوبر 1878 بمنطقة جويبويلر - إلى 9 مايو 1936 في ستوكهولم)، ومارسيل شلمبرجير (من 21 يونيو 1884 -إلى 9 مايو 1953) كانا شقيقين من منطقة الألزاس في الإمبراطورية الألمانية والتي تُسمى الآن بفرنسا الحديثة. كانت اختراعاتهم في مجال الجيوفيزياء ورصد الآبار حيثما تكونت بداية شركة شلمبرجير لخدمات الآبار وتكوين صناعة جديدة تماماً وهي صناعة أرصاد الآبار.